# Naturbahnrodel-Weltmeisterschaft 2013

Logo der Naturbahnrodel-Weltmeisterschaft 2013

Die 19. FIL Naturbahnrodel-Weltmeisterschaft fand vom 23. bis 27. Januar 2013 auf der Naturrodelbahn Pfösl-Riep in Deutschnofen in Südtirol (Italien) statt. Nach dem Training und der Eröffnungsfeier am 24. Januar fand am Freitag, den 25. Januar, der Mannschaftswettbewerb statt. Am 26. Januar wurden der Doppelsitzerwettbewerb sowie die ersten beiden Wertungsläufe im Damen-Einsitzer und der erste Wertungslauf im Herren-Einsitzer ausgetragen. Am Sonntag, den 27. Januar, wurde die Weltmeisterschaft mit dem dritten Wertungslauf im Damen-Einsitzer sowie dem zweiten und dritten Wertungslauf im Herren-Einsitzer beendet. Ausrichtender Verein war der ASV Deutschnofen.
Erfolgreichster Teilnehmer war der Italiener Patrick Pigneter, der wie schon 2009 drei Goldmedaillen im Einsitzer, im Doppelsitzer und im Mannschaftswettbewerb gewann. Sein Partner im Doppelsitzer war Florian Clara, dem im Mannschaftswettbewerb siegreichen Team Italien 1 gehörten neben Pigneter wiederum sein Doppelpartner Florian Clara sowie die beiden Einsitzer Melanie Schwarz und Alex Gruber an. Im Einsitzer der Damen gewann die Russin Jekaterina Lawrentjewa, die damit als erste Frau zum vierten Mal Weltmeisterin im Einsitzer wurde.

## Technische Daten der Naturrodelbahn
| Name                       | Naturrodelbahn Pfösl-Riep           |
| Koordinaten                | 46° 24′ 11.3″ Nord, 11° 26′ 45″ Ost |
| Seehöhe Start              | 1505 m                              |
| Seehöhe Ziel               | 1384 m                              |
| Höhendifferenz             | 0121 m                              |
| Streckenlänge              | 0871 m                              |
| Durchschnittliches Gefälle | 0013 %                              |
| Minimales Gefälle          | 0005 %                              |
| Maximales Gefälle          | 0016 %                              |

## Herren-Einsitzer
| Platz | Name                   | Zeit          |
| ----- | ---------------------- | ------------- |
| 01    | Patrick Pigneter       | 2:44,11 min   |
| 02    | Thomas Schopf          | + 00,06 s     |
| 03    | Alex Gruber            | + 00,58 s     |
| 04    | Hannes Clara           | + 01,13 s     |
| 05    | Thomas Kammerlander    | + 01,48 s     |
| 06    | Stefan Gruber          | + 01,83 s     |
| 07    | Florian Breitenberger  | + 01,98 s     |
| 08    | Michael Scheikl        | + 02,43 s     |
| 09    | Florian Clara          | + 02,85 s     |
| 10    | Gernot Schwab          | + 03,19 s     |
| 11    | Georg Maurer           | + 03,22 s     |
| 12    | Gerald Kammerlander    | + 03,27 s     |
| 13    | Stanislaw Kowschik     | + 03,40 s     |
| 14    | Adam Jędrzejko         | + 03,64 s     |
| 15    | Bernd Neurauter        | + 04,68 s     |
| 16    | Alexander Jegorow      | + 04,73 s     |
| 17    | Christoph Regensburger | + 04,89 s     |
| 18    | Kaj Johnson            | + 05,22 s     |
| 19    | Juri Talych            | + 05,51 s     |
| 20    | Grigori Bukin          | + 05,81 s     |
| 21    | Damian Waniczek        | + 06,93 s     |
| 22    | Marcus Grausam         | + 08,60 s     |
| 23    | John Gibson            | + 08,75 s     |
| 24    | Galabin Bozew          | + 09,62 s     |
| 25    | Miha Meglič            | + 09,79 s     |
| 26    | Matic Nemc             | + 10,09 s     |
| 27    | Marjan Husner          | + 11,37 s     |
| 28    | Andrzej Laszczak       | + 13,52 s     |
| 29    | Petar Sawow            | + 15,27 s     |
| 30    | Adrian Filimon         | + 16,15 s     |
| 31    | Andrij Wertschuk       | + 16,41 s     |
| 32    | Liam Simmons           | + 16,88 s     |
| 33    | Cosmin Codin           | + 18,92 s     |
| 34    | Jakow Bukin            | + 20,26 s     |
| 35    | Joshua Fogo            | + 20,76 s     |
| 36    | Jack Leslie            | + 24,01 s     |
| 37    | Michael Törnquist      | + 25,79 s     |
| 38    | Roman Los              | + 31,89 s     |
| 39    | İsa Güzeloğlu          | + 34,68 s     |
| 40    | Nikolai Stoitschkow    | + 39,45 s     |
| 41    | Derek Carter           | + 41,81 s     |
| 42    | Daryn Carter           | + 56,88 s     |
| 43    | Derek Rogers           | + 1:07,44 min |
| 44    | Liviu Croitoru         | + 1:17,11 min |
| 45    | Muhammet Dellalbasi    | + 1:30,31 min |
| 46    | Josip Braje            | + 1:32,80 min |
| 47    | Muhammet Sait Özcan    | + 2:05,37 min |
| 48    | Ivan Balijan           | + 2:36,46 min |
| –     | Bogdan Moroșan         | DNS (1. Lauf) |
| –     | Yavuz İpek             | DNF (1. Lauf) |

Datum: 26. Januar (1. Wertungslauf) und 27. Januar 2013 (2. und 3. Wertungslauf)
Der bereits im Mannschafts- und im Doppelsitzerwettbewerb erfolgreiche Patrick Pigneter aus Italien entschied auch das Einsitzerrennen für sich. Damit war er zum zweiten Mal nach 2009 bei allen drei Entscheidungen siegreich. Bei der letzten Weltmeisterschaft 2011 hatte er die Bronzemedaille im Einsitzer gewonnen. Die Silbermedaille ging an den Österreicher Thomas Schopf, der nach drei Wertungsläufen nur sechs Hundertstelsekunden Rückstand auf Pigneter hatte. Er hatte diesen Rückstand bereits nach dem ersten Wertungslauf und fuhr den zweiten und dritten Lauf in Summe genau gleich schnell wie Pigneter. Für Schopf war es die zweite WM-Medaille im Einsitzer nach Bronze 2009. Dritter wurde der Italiener Alex Gruber, für den es die erste WM-Medaille war. Titelverteidiger Gerald Kammerlander belegte bei seinem letzten Großereignis den zwölften Platz.

## Damen-Einsitzer
| Platz | Name                   | Zeit          |
| ----- | ---------------------- | ------------- |
| 01    | Jekaterina Lawrentjewa | 2:46,87 min   |
| 02    | Melanie Schwarz        | + 02,00 s     |
| 03    | Evelin Lanthaler       | + 02,22 s     |
| 04    | Greta Pinggera         | + 03,73 s     |
| 05    | Michaela Maurer        | + 05,12 s     |
| 06    | Tina Unterberger       | + 05,22 s     |
| 07    | Sarah Gruber           | + 05,27 s     |
| 08    | Ljudmila Aksenenko     | + 05,87 s     |
| 09    | Theresa Maurer         | + 06,33 s     |
| 10    | Veronika Nachmann      | + 07,25 s     |
| 11    | Marlies Wagner         | + 07,95 s     |
| 12    | Swetlana Scharawina    | + 07,98 s     |
| 13    | Maria Auer             | + 08,63 s     |
| 14    | Petra Dragičevič       | + 09,36 s     |
| 15    | Wioletta Ryś           | + 09,45 s     |
| 16    | Christina Götschl      | + 10,03 s     |
| 17    | Michaela Niemetz       | + 10,94 s     |
| 18    | Marija Komarewzewa     | + 20,61 s     |
| 19    | Switlana Krawtschuk    | + 27,53 s     |
| 20    | Katrin Zwetanowa       | + 36,23 s     |
| 21    | Katarina Černe         | + 45,94 s     |
| 22    | Anișoara Hutopilă      | + 48,96 s     |
| 23    | Asuman Bayrak          | + 51,36 s     |
| 24    | Sinem Aydınlı          | + 1:02,07 min |
| 25    | Lorena Rubinic         | + 2:29,74 min |
| 26    | Lucija Ivančić         | + 3:33,07 min |
| –     | Liesel Demeuse         | DNF (2. Lauf) |

Datum: 26. Januar (1. und 2. Wertungslauf) und 27. Januar 2013 (3. Wertungslauf)
Nach dem Rücktritt von Renate Gietl, der Weltmeisterin 2009 und 2011, gewann die Russin Jekaterina Lawrentjewa ihren vierten Weltmeistertitel im Einsitzer. Lawrentjewa hatte bereits 2000, 2005 und 2007 die Goldmedaille gewonnen und war bei den letzten zwei Weltmeisterschaften jeweils Zweite hinter Gietl. Mit Laufbestzeiten in allen drei Durchgängen erzielte sie einen Vorsprung von genau zwei Sekunden auf die Silbermedaillengewinnerin Melanie Schwarz aus Italien, die bei der letzten WM Dritte geworden war. Die Bronzemedaille ging mit Evelin Lanthaler ebenfalls an Italien. Für sie war es die erste WM-Medaille, nachdem sie 2010 und 2012 schon bei den Europameisterschaften auf dem Podest gestanden war.

## Doppelsitzer
| Platz | Name                                  | Zeit          |
| ----- | ------------------------------------- | ------------- |
| 01    | Patrick Pigneter – Florian Clara      | 1:56,08 min   |
| 02    | Christian Schopf – Andreas Schopf     | + 01,30 s     |
| 03    | Thomas Schopf – Andreas Schöpf        | + 01,47 s     |
| 04    | Alexander Jegorow – Pjotr Popow       | + 01,63 s     |
| 05    | Pawel Porschnew – Iwan Lasarew        | + 01,67 s     |
| 06    | Hannes Clara – Stefan Gruber          | + 02,22 s     |
| 07    | Christian Schatz – Gerhard Mühlbacher | + 03,20 s     |
| 08    | Pawel Silin – Iwan Rodin              | + 03,23 s     |
| 09    | Björn Kierspel – Christian Wichan     | + 03,45 s     |
| 10    | Andrzej Laszczak – Damian Waniczek    | + 04,07 s     |
| 11    | Stanislaw Kowschik – Ilja Tarassow    | + 05,89 s     |
| 12    | Matic Nemc – Petra Dragičevič         | + 11,34 s     |
| 13    | Marjan Husner – Andrij Wertschuk      | + 16,13 s     |
| 14    | Petar Sawow – Nikolai Stoitschkow     | + 30,83 s     |
| –     | Bogdan Moroșan – Adrian Filimon       | DNF (2. Lauf) |

Datum: 26. Januar 2013 (beide Wertungsläufe)
Nach ihrem zweiten Platz bei der Weltmeisterschaft 2011 wurden die Italiener Patrick Pigneter und Florian Clara zum zweiten Mal nach 2009 Weltmeister im Doppelsitzer. Mit Laufbestzeiten in beiden Wertungsläufen distanzierten sie die zweitplatzierten Österreicher Christian Schopf und Andreas Schopf um 1,30 Sekunden. Die Schopf-Brüder hatten vor vier Jahren ebenfalls eine WM-Silbermedaille gewonnen, Andreas Schopf war mit seinem Cousin Wolfgang Schopf bereits 2001 und 2003 Weltmeister. Dritte wurden die Österreicher Thomas Schopf und Andreas Schöpf, die damit ihre erste WM-Medaille im Doppelsitzer gewannen.

## Mannschaftswettbewerb
| Platz | Name                                                                               | Zeit        |
| ----- | ---------------------------------------------------------------------------------- | ----------- |
| 01    | Italien 1Melanie Schwarz Alex Gruber Patrick Pigneter – Florian Clara              | 2:49,35 min |
| 02    | Russland 1Jekaterina Lawrentjewa Stanislaw Kowschik Pawel Porschnew – Iwan Lasarew | 2:51,77 min |
| 03    | Italien 2Evelin Lanthaler Florian Breitenberger Hannes Clara – Stefan Gruber       | 2:52,92 min |
| 04    | Österreich 2Marlies Wagner Michael Scheikl Christian Schatz – Gerhard Mühlbacher   | 2:53,48 min |
| 05    | DeutschlandMichaela Maurer Georg Maurer Björn Kierspel – Christian Wichan          | 2:53,60 min |
| 06    | Russland 2Ljudmila Aksenenko Juri Talych Pawel Silin – Iwan Rodin                  | 2:53,79 min |
| 07    | PolenWioletta Ryś Adam Jędrzejko Andrzej Laszczak – Damian Waniczek                | 2:55,20 min |
| 08    | SlowenienKatarina Černe Miha Meglič Matic Nemc – Petra Dragičevič                  | 3:14,64 min |
| 09    | BulgarienKatrin Zwetanowa Galabin Bozew Petar Sawow – Nikolai Stoitschkow          | 3:16,90 min |
| 10    | UkraineSwitlana Krawtschuk Roman Los Marjan Husner – Andrij Wertschuk              | 3:29,42 min |
| 11    | RumänienAnișoara Hutopilă Cosmin Codin Bogdan Moroșan – Adrian Filimon             | 3:34,30 min |
| –     | Österreich 1                                                                       | DNF         |

Datum: 25. Januar 2013
Der Mannschaftswettbewerb wurde erstmals direkt durch die Summe der gefahrenen Zeiten und nicht mehr durch eine Punktewertung entschieden. Wie bei den beiden letzten Weltmeisterschaften gewann das Team Italien 1, diesmal allerdings mit anderen Startern in den Einsitzern. Die Silbermedaille ging an das Team Russland 1 vor dem zweiten italienischen Team Italien 2. Das Team Österreich 1 schied nach einem Sturz des Doppelsitzerpaares Schopf/Schopf aus.

## Medaillenspiegel
| Platz | Land       | Gold | Silber | Bronze | Gesamt |
| ----- | ---------- | ---- | ------ | ------ | ------ |
| 1.    | Italien    | 3    | 1      | 3      | 7      |
| 2.    | Russland   | 1    | 1      | —      | 2      |
| 3.    | Österreich | —    | 2      | 1      | 3      |